# Evansville (Minnesota)
Pour les articles homonymes, voir Evansville.
La ville d’Evansville est située dans le comté de Douglas, dans l’État du Minnesota, aux États-Unis. Sa population s’élevait à 612 habitants lors du recensement de 2010, estimée à 599 habitants en 2018.

## Histoire
Evansville a été établie en 1879 quand le chemin de fer a atteint cet endroit.

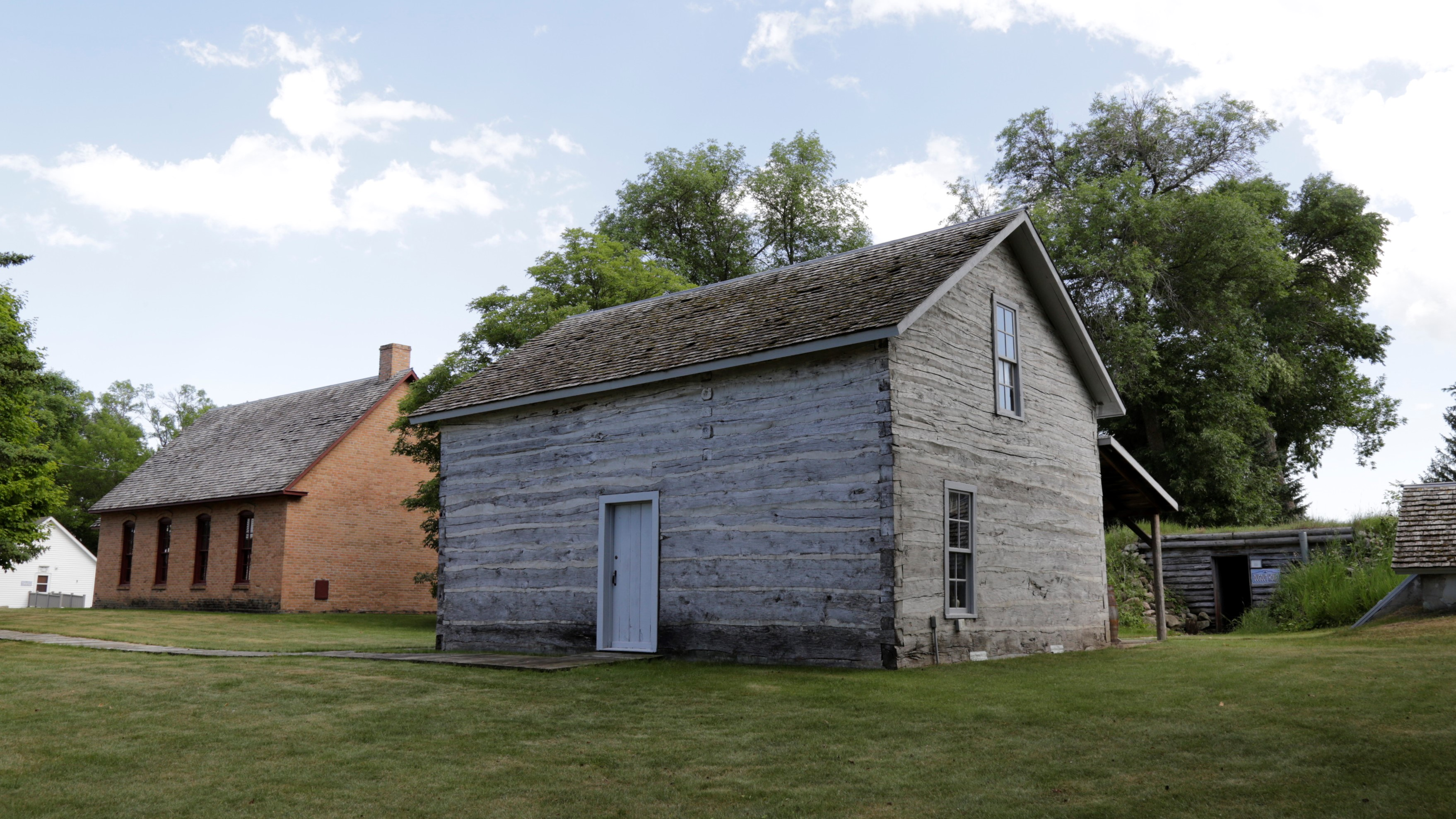
Fondation historique d'Evansville, Evansville, Minnesota

## Source
- (en) Cet article est partiellement ou en totalité issu de l’article de Wikipédia en anglais intitulé « Evansville, Minnesota » (voir la liste des auteurs).

1. ↑  Warren Upham, Minnesota Geographic Names: Their Origin and Historic Significance, Minnesota Historical Society, 1920 (lire en ligne), 176
2. ↑  (en) « Population and Housing Unit Estimates » (consulté le 14 mars 2020)
3. ↑  (en) « Census of Population and Housing » [archive du 26 avril 2015], Census.gov (consulté le 4 juin 2015)